# Епархия Йагуа
Епархия Йагуа (лат. Dioecesis Yaguanus) — епархия Римско-Католической церкви с центром в городе Йагуа, Камерун. Епархия Йагуа входит в митрополию Гаруа.

## История
11 марта 1968 года Римский папа Павел VI, которой учредил епархию Йагуа, выделив её из aрхиепархии Гаруа. 

## Ординарии епархии
- епископ Louis Charpenet OMI (1968—1977);
- епископ Кристиан Вийган Туми (1979—1982);
- епископ Antoine Ntalou (1982—1992);
- епископ Эммануэль Бушу (1992—2006);
- епископ Barthélemy Yaouda Hourgo (2008 — по настоящее время).

## Источник
- Annuario Pontificio, Ватикан, 2007